# Xun Zi
Xun Zi (en chino tradicional, 荀子; en chino simplificado, 荀子; pinyin, Xún Zǐ; Wade-Giles, Hsün Tzu, ca. 313 a. C.–238 a. C.) fue un filósofo chino seguidor del Confucianismo que vivió durante el período de los Reinos Combatientes y contribuyó en una de las Cien escuelas del pensamiento. Xun Zi creía que las tendencias innatas del hombre necesitan ser refrenadas por medio de la educación, contradiciendo la opinión de Mencio de que el hombre es bueno por naturaleza. Asimismo, sostenía que las normas éticas fueron inventadas para rectificar a la humanidad.
Educado en el estado de Qi, Xun Zi estuvo asociado con la escuela confuciana, pero su filosofía es más pragmática si se la compara con el optimismo de Confucio.

## Fuentes y contexto

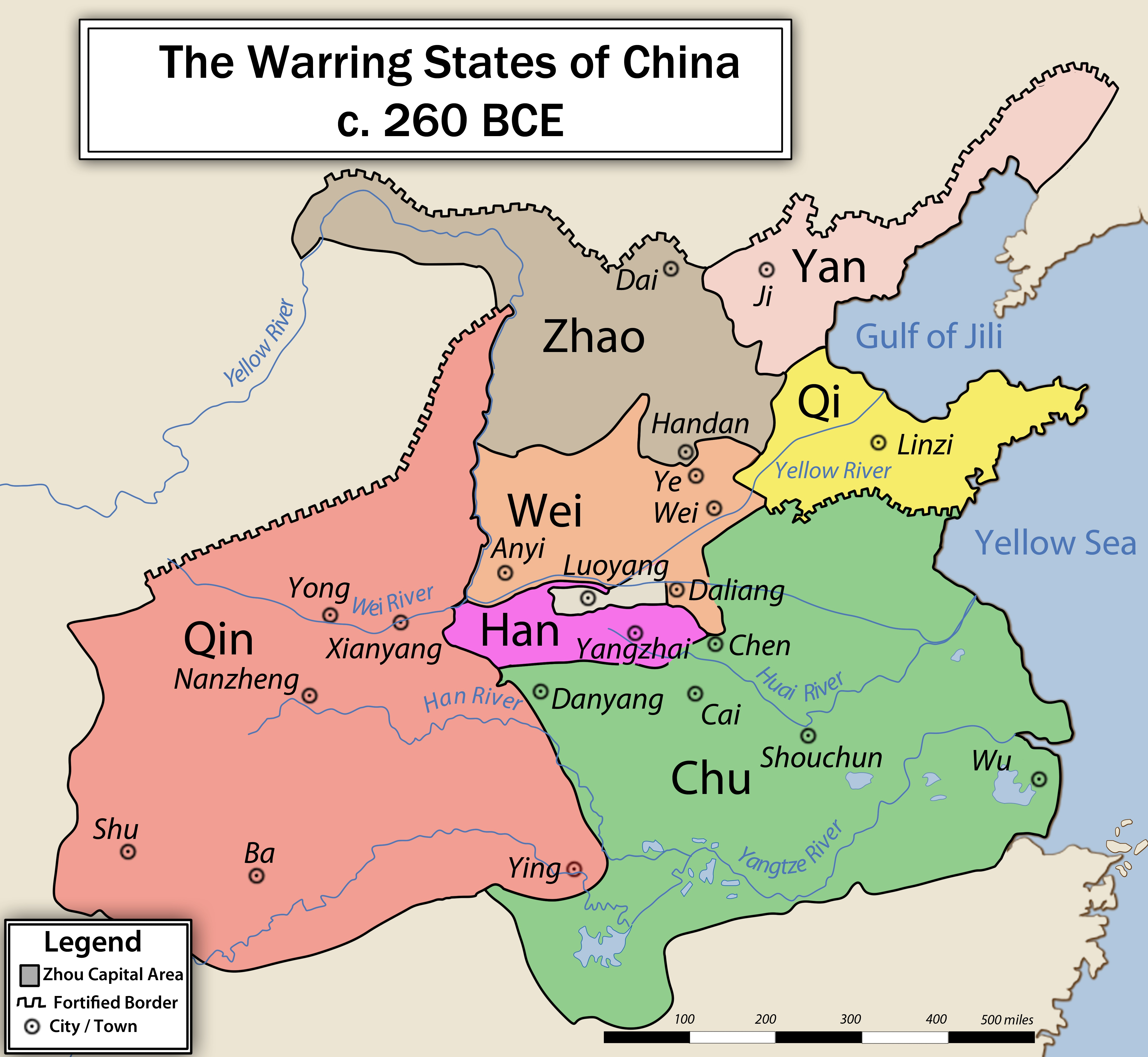
Mapa político de China durante el período de los Reinos Combatientes, alrededor del año 260 a. C.

## Obra

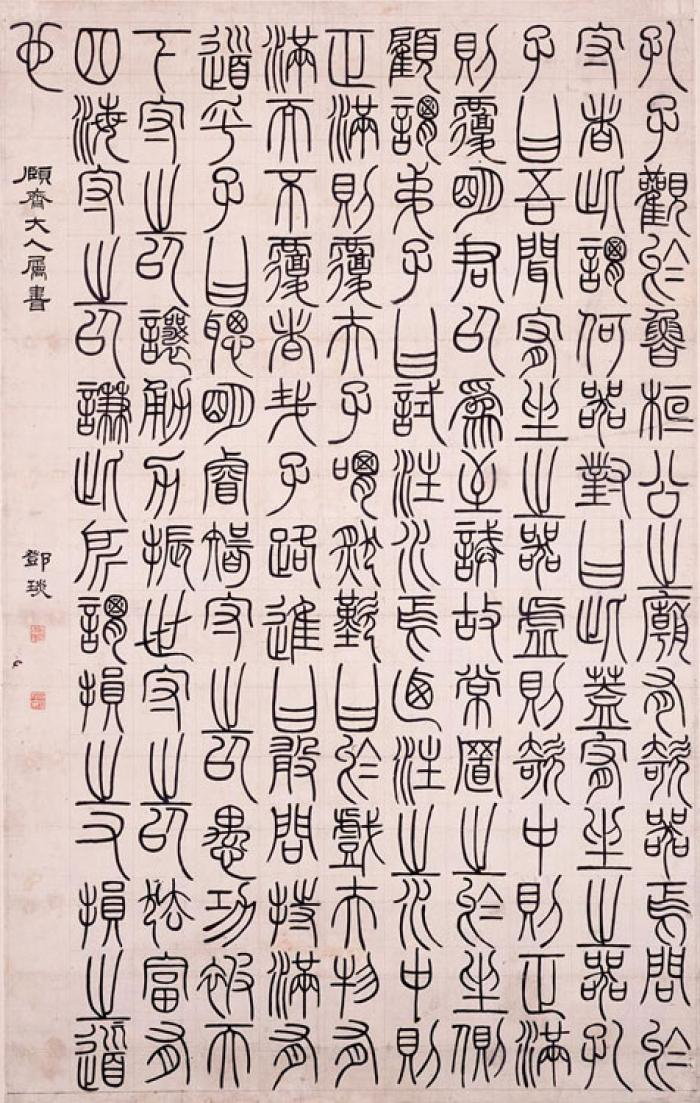
Antigua prosa de Xunzi sobre seda